# Halticoptera agaliensis
Halticoptera agaliensis är en stekelart som beskrevs av Sureshan 2003. Halticoptera agaliensis ingår i släktet Halticoptera och familjen puppglanssteklar. Inga underarter finns listade i Catalogue of Life.